# Protomyces macrosporus
Protomyces macrosporus är en svampart som beskrevs av Unger 1834. Protomyces macrosporus ingår i släktet Protomyces och familjen Protomycetaceae.  Arten är reproducerande i Sverige. Inga underarter finns listade i Catalogue of Life.

## Källor

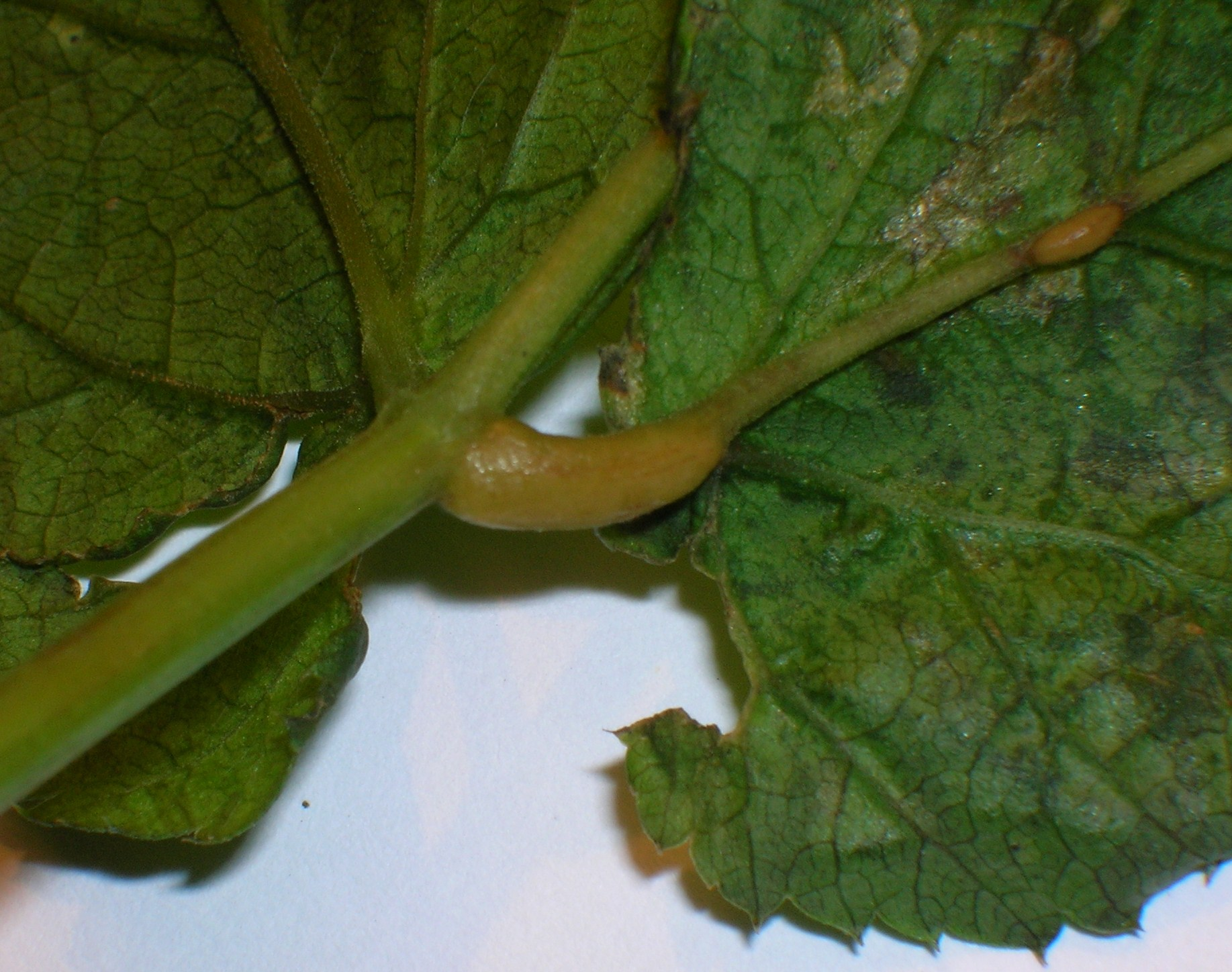